# Hotbird 13G
O Hotbird 13G, é um satélite de comunicação geoestacionário europeu construído pela Airbus Defence and Space. Ele está localizado na posição orbital de 13 graus leste e é operado pela Eutelsat. O satélite foi baseado na plataforma Eurostar-Neo e sua expectativa de vida útil é de 15 anos.

## História
A Eutelsat encomendou para a Airbus Defence and Space, em agosto de 2018, a construção de dois novos satélites de comunicação, o Hotbird 13F e 13G, para substituir os Hotbird 13B, 13C e 13D na posição orbital de 13 graus leste. Os satélites foram construídos com base na nova plataforma Eurostar-Neo. A propulsão deles é completamente elétrica, permitindo um aumento na carga útil, de modo que os dois novos satélites forneçam a mesma quantidade de capacidade de banda Ku que o atual trio de satélites Hotbird, e com maior resistência ao bloqueio de sinal.

## Lançamento
O satélite foi lançado com sucesso ao espaço em 3 de novembro de 2022, por meio de um veículo Falcon 9 Block 5, a partir da Estação da Força Aérea de Cabo Canaveral, na Flórida. Ele tinha uma massa de lançamento de 4 500 kg.

## Capacidade e cobertura
O Hotbird 13G está equipado com 80 transponders de banda Ku ativos para fornecer serviços para a Europa, Oriente Médio e Norte da África.